# Norwegische Badmintonmeisterschaft 1977
Die Norwegische Badmintonmeisterschaft 1977 fand am 23. und 24. April in Oslo statt. Es war die 33. Austragung der nationalen Meisterschaften von Norwegen im Badminton.

## Finalergebnisse
| Disziplin    | Sieger                         | Finalist                          | Ergebnis |
| ------------ | ------------------------------ | --------------------------------- | -------- |
| Herreneinzel | Knut Engebretsen               | Petter Thoresen                   | 2:0      |
| Dameneinzel  | Else Thoresen                  | Anne Svarstad                     | 2:0      |
| Herrendoppel | Haakon Ringdal Petter Thoresen | Terje Dag Østhassel Jan Eftedal   | 2:0      |
| Damendoppel  | Else Thoresen Anne Svarstad    | Kari Histøl Elisabeth Sommerfeldt | 2:0      |
| Mixed        | Hans Sperre Else Thoresen      | Haakon Ringdal Anne Svarstad      | 2:0      |